# Култыгин, Владимир Павлович
Влади́мир Па́влович Култы́гин (20 июня 1940, Казань , СССР — 23 января 2009, Москва, Россия) — советский и российский социолог. Доктор философских наук, профессор.

## Биография
В 1963 году окончил Одесский государственный университет имени И. И. Мечникова, в 1968 г. — аспирантуру Академии наук УССР. Защитил кандидатскую диссертацию «Нравственный аспект научной деятельности».
В 1968—1971 годы занимался социологическими исследованиями, создал социологическую сеть ЦК ЛКСМ Украины и был заведующий сектором ЦК ЛКСМ Украины.
В 1971—1976 годах — старший научный сотрудник Социологической лаборатории и доцент Высшей комсомольской школы при ЦК ВЛКСМ.
В 1976—1981 годы — научный консультант Комитета молодёжных организаций СССР.
В 1981—1986 годы — заведующий отделом, руководитель Межфакультетской социологической лаборатории МГУ имени М. В. Ломоносова.
В 1986—1990 годы — заведующий кафедрой социологии и социальной психологии Института молодёжи.
В 1988 году в Высшей комсомольской школе при ЦК ВЛКСМ защитил диссертацию на соискание учёной степени доктора философских наук по теме «Политическое сознание молодёжи в развитых странах капитализма» (специальность 09.00.02 — теория научного социализма и коммунизма)
В 1990—1991 годы — консультант ЦК КПСС.
В 1992 году прошёл переподготовку в учебном центре Британского Совета образования
В 1994 году прошёл переподготовку в учебном центре Торгово-промышленной Палаты Франции
В 1991—1997 годы — профессор Московского государственного университета коммерции.
В 1992—1995 годы — заместитель директора по науке Всероссийского центра уровня жизни.
В 1997—2009 годы — главный научный сотрудник, заведующий Отделом и руководитель Центра истории социологии Института социально-политических исследований РАН (ИСПИ РАН).
Член Международной социологической ассоциации. Действительный член Международной академии информатизации и Академии политических наук.

## Исследования и преподавательская деятельность
В. П. Култыгин руководил рядом социологических исследований, в том числе российской частью международных проектов — «Бедность и социальные тенденции в балтийских странах» (1992—1993 гг.), «Исследование Совета Европы по потреблению школьниками табака, алкоголя, наркотиков» (1993—1995 гг.).
В. П. Култыгин автор специализированных курсов по социологии в Московском государственном университете имени М. В. Ломоносова, Российской академии государственной службы при Президенте РФ, Российском государственном социальном университете, Академии труда и социальных отношений, Московском колледже социологии.
Кроме того, читал лекции на английском и французском языках в Питтсбургском, Техасском (Форт Уорд), Хьюстонском, Стокгольмском, Лионском II (Lumiere) университетах, Антиохийском колледже в Вашингтоне (Округ Колумбия), Лондонской школе экономики и других учебных заведениях мира.
В последние годы — первый федеральный вице-президент Российского общества социологов (РОС), председатель Исследовательского комитета РОС «История и теория социологии», член Бюро по социальной теории Европейской социологической ассоциации, член редакционных коллегий журналов «Current Sociology», «Социологические исследования», «Личность. Культура. Общество», «Вестник РОС».
Руководитель ряда сессий на конгрессах Международного института социологии, Международной и Европейской социологических ассоциаций.
Член экспертного совета по социологии Российского гуманитарного научного фонда, четырёх докторских диссертационных советов Российской академии наук и Московского государственного университета имени М. В. Ломоносова.
Автор более 300 научных работ, в том числе 15 монографий и учебников. Среди них: «Классическая социология», «Современные зарубежные социологические концепции», «Процедура интервьюирования в социальных обследованиях», «Центральная Азия: экономика, политика, перспективы» (на английском языке), «Молодёжь и политика» (на английском языке), «Глобализация социальных процессов в Европе: социологическое измерение», «Общая социология», «Хрестоматия по общей социологии», «Actual Issues of Theory and History of Sociology».

## Научные труды

### Монографии
на русском языке
- Култыгин В. П., Классическая социология — М.: Наука, 2000 г. — 528с.
- Култыгин В. П., Современные зарубежные социологические концепции: Учебник. — М.: МГСУ «Союз», 2000. — 158с.
- Култыгин В. П., Кузнецов А. Г., Общая социология. — М.: Научная книга, 2004.
- Култыгин В. П., Феминизм в современной мировой социологической теории М. 2005

на других языках
- Kultigin V., Youth and politics, Moscow, Progress Publishers, 1987

### Статьи
на русском языке
- Култыгин В. П. Исследования социальной структуры в переходных обществах (Историко-методологический обзор) // Социологические исследования. Апрель 2002. № 4. С. 121—129.
- Култыгин В. П. Книжное обозрение // Социологические исследования. 1991. № 8. С. 158—159.
- Иванов Р. С., Култыгин В. П. Книжное обозрение // Социологические исследования. 2005. № 6. С. 147—150.
- Култыгин В. П. Количественный и качественный анализ: органическое единство или автономия // Социологические исследования. 2004. № 9. С. 10-12.
- Култыгин В. П. Концепция социального обмена в современной социологии // Социологические исследования. 1997. № 5. С. 85-99.
- Култыгин В. П. Мировое социологическое сообщество на рубеже тысячелетий // Социологические исследования. 1998. № 12. С. 15-27.
- Култыгин В. П. Мировые конгрессы как социологический феномен // Социологические исследования. 2007. № 1. С. 13-16.
- Култыгин В. П. Облик социального мира в современной социологической мысли // Социологические исследования. Февраль 2003. № 2. С. 8-16.
- Култыгин В. П. Обращение к первоосновам социологической теории // Социологические исследования. 1997. № 12. С. 129—135.
- Култыгин В. П. Современное знание и реальность: противоречия в познании и развитии современного мира // Социологические исследования. 1999. № 12. С. 3-14.
- Култыгин В. П. Содержательное и институциональное становление военной социологии в США // Социологические исследования. 1993. № 12. С. 133—139.
- Култыгин В. П. Социология культуры или социология культурно-духовной сферы? (о книге АЛ. Маршака «Социология культурно-духовной сферы») // Социологические исследования. 2008. № 8. С. 143—146.
- Култыгин В. П. Специфика социологического знания: преемственность, традиции // Социологические исследования. Август 2000. № 8. С. 3-11.
- Култыгин В. П. Тенденции в европейской социологической теории начала XXI века (Навстречу 5-й Европейской социологической конференции) // Социологические исследования. 2001. № 8. С. 21-31.
- Култыгин В. П. Теоретическая социология за рубежом накануне конгресса // Социологические исследования. 2005. № 9. С. 10-13.
- Култыгин В. П. Теория рационального выбора — возникновение и современное состояние // Социологические исследования. 2004. № 1. С. 27-36.
- Култыгин В. П. Дискурс по проблемам глобализации и международная безопасность в социальной сфере // Безопасность Евразии. — 2002. — N 1(7). — С.333-352.
- Култыгин В. П. Незападные концепции глобализации // Личность. Культура. Общество. — 2002. — Т.4, вып.1-2(11-12). — С.80-103.
- Култыгин В. П. Социальные проблемы глобализации в Европейском Сообществе // Традиционные и новые ценности: политика, социум, культура: Матер. междунар. конф. — М.: Изд-во МГИМО, 2001. — С.67-85.
- Култыгин В. П. Тенденции глобализации европейской социальной политики // Личность. Культура. Общество. — 2000. — Т.2, вып.4. — С.106-123.
- Култыгин В. П. Клементьев Д. С. Глобализация социальных процессов в Европе: социологическое измерение. — М.: МАКС Пресс, 2003. — 180 с. — Библиогр.: с.157-175.

на других языках
- Kultigin V., Actual Issues in History and Theory of Sociology. The papers of the International Sociological Symposium (Saratov, April 2004).
- Kultigin V., Towards the 36th World Congress of the International Institute of Sociology (Beijing, July 2004). — Saratov — Moscow — Beijing: Nauchnaya Kniga Publishers, 2004. — 172 pp.